# Kieselberg (Leininger Sporn)
Der Kieselberg ist ein 322,2 Meter hoher Berg im Pfälzerwald.

## Geographie

### Lage
Der Berg befindet sich am nordöstlichen Rand des Pfälzerwaldes. Unmittelbar östlich beginnt bereits der Haardtrand. Der größte Teil gehört zur Ortsgemeinde Battenberg, lediglich die Nordflanke ist Teil der Ortsgemeinde Neuleiningen. Der gesamte Osten des Siedlungsgebiets von Battenberg befindet sich mitten auf dem Kieselberg. Teilweise befinden sich auf ihm Weinberge, die zum Weinanbaugebiet Pfalz gehört. Am Nordfuß erstreckt sich der Weiler Neuleiningen-Tal.
Im Norden wird er durch den Eckbach begrenzt, der am Nordwestfuß zum Eckbachweiher aufgestaut ist, und im Süden durch das Krumbachtal, das vom namensgebenden Krumbach durchflossen wird.

### Naturräumliche Zuordnung
1. Großregion 1. Ordnung: Schichtstufenland beiderseits des Oberrheingrabens
2. Großregion 2. Ordnung: Pfälzisch-Saarländisches Schichtstufenland
3. Großregion 3. Ordnung: Pfälzerwald
4. Region 4. Ordnung (Haupteinheit): Mittlerer Pfälzerwald
5. Region 5. Ordnung: Leininger Sporn

## Natur
An seiner Ostflanke erstreckt sich das Naturschutzgebiet Haardtrand – Im Baumgarten; in diesem Bereich befindet sich das Naturdenkmal Blitzröhren.

## Bauwerke
An der Ostflanke befindet sich die Ruine der Burg Battenberg und an der Nordflanke der Sender Kleinkarlbach.

## Tourismus
Über den Berg führen unter anderem der Prädikatswanderweg Pfälzer Weinsteig und der Leininger Burgenweg.

## Verkehr
Auf den Kieselberg führt die Kreisstraße 30, die die Gemeinde Battenberg mit dem Straßennetz verbindet.